# Euzaleptus muticus
Euzaleptus muticus is een hooiwagen uit de familie Sclerosomatidae.